# Hopanoide

Diplopteno, un compuesto hopanoide.

Colesterol, un compuesto esterol.

Los hopanoides son compuestos pentacíclicos similares a los esteroles, cuya función principal es conferir rigidez a la membrana plasmática en los procariotas. El colesterol realiza una función similar en los eucariotas. La relación entre la estructura bioquímica y la función celular se refleja en la similitud de las estructuras básicas del diplopteno, un compuesto hopanoide presente en la membrana celular de algunos procariotas, y el colesterol, un esterol presente en las membranas eucariotas (coincidencias I, II y III en las figuras de la derecha).
Las moléculas hopanoides, incluyendo los tipos especiales (2-alfa-metilhopano) de las bacterias fotosintéticas (cianobacterias), fueron descubiertos como fósiles moleculares conservados en pizarras de hace 2.700 de millones de años, en Pilbara, Australia. La presencia de abundantes 2-alfa-metilhopanos conservados en estas pizarras indica que la fotosíntesis oxigénica evolucionó hace 2,7 millones de años, mucho antes de la atmósfera se convirtiera en oxidante.
En muchas bacterias, los hopanoides pueden desempeñar un importante papel en el ajuste de la permeabilidad de la membrana celular y en la adaptación a condiciones ambientales extremas. Se forman en las hifas aéreas (estructuras formadoras de esporas) de las bacterias del suelo Streptomyces, donde se cree que minimizan la pérdida de agua a través de la membrana. Se trata de una adaptación fisiológica que no presentan la mayoría de las bacterias que viven principalmente en el agua, pero son similares a las adaptaciones de los hongos que producen hifas aéreas conteniendo esporas.
En la bacteria de fermentación del etanol Zymomonas Mobilis los hopanoides puede tener un papel en la adaptación de las membranas celulares a la acumulación de etanol y a los cambios de temperatura que influyen en las funciones de la membrana. En el actinomiceto Frankia, los hopanoides en las membranas de las diazovesículas probablemente restrinjan la entrada de oxígeno haciendo la bicapa lipídica más ajustada y compacta. Los hopanoides presentes en los fósiles son útiles biomarcadores moleculares para la reconstrucción de la evolución de los microorganismos y en la geología.